# Lista över dinosaurier
Det här är en lista över dinosauriesläkten sorterade i alfabetisk ordning.

## A
| Släktnamn                                        | Systematisk indelning | Fyndorter                                         | Geologisk period |
| ------------------------------------------------ | --------------------- | ------------------------------------------------- | ---------------- |
| Aardonyx                                         | Prosauropoder         | Sydafrika                                         | Jura             |
| Abavornis                                        | Fåglar                | Uzbekistan                                        | Krita            |
| Abelisaurus                                      | Ceratosaurier         | Argentina                                         | Krita            |
| Abrictosaurus                                    | Ornithopoder?         | Sydafrika                                         | Jura             |
| Abrosaurus                                       | Sauropoder            | Kina                                              | Jura             |
| Abydosaurus                                      | Sauropoder            | USA                                               | Krita            |
| Acanthopholis                                    | Ankylosaurier         | England, (Storbritannien) och Bolivia?            | Krita            |
| Achelousaurus                                    | Ceratopsier           | USA                                               | Krita            |
| Achillesaurus                                    | Theropoder            | Argentina                                         | Krita            |
| Achillobator                                     | Coelurosaurier        | Kina                                              | Krita            |
| Acrocanthosaurus                                 | Carcharodontosaurider | Nordamerika                                       | Krita            |
| Adasaurus                                        | Maniraptorer          | Mongoliet                                         | Krita            |
| Aegyptosaurus                                    | Sauropoder            | Egypten och Niger                                 | Krita            |
| Aepisaurus                                       | Sauropoder            | Frankrike                                         | Krita            |
| Aerosteon                                        |                       |                                                   |                  |
| Aetonyx                                          |                       |                                                   |                  |
| Afrovenator                                      | Carnosaurier          | Niger                                             | Krita            |
| Agathaumas                                       | Ceratopsier           | USA                                               | Krita            |
| Agialopus = Grallator                            |                       |                                                   |                  |
| Agilisaurus                                      |                       |                                                   |                  |
| Agnosphitys                                      |                       |                                                   |                  |
| Agrosaurus                                       |                       |                                                   |                  |
| Agujaceratops                                    |                       |                                                   |                  |
| Airakoraptor                                     |                       |                                                   |                  |
| Alamosaurus                                      |                       |                                                   |                  |
| Alaskacephale                                    | Pachycephalosaurier   | Alaska, (USA)                                     | Krita            |
| Albertaceratops                                  |                       |                                                   |                  |
| Albertonykus                                     |                       |                                                   |                  |
| Albertosaurus                                    |                       |                                                   |                  |
| Alectrosaurus                                    |                       |                                                   |                  |
| Aletopelta                                       |                       |                                                   |                  |
| Alexornis                                        |                       |                                                   |                  |
| Algoasaurus                                      |                       |                                                   |                  |
| Alioramus                                        | Coelurosaurier        | Mongoliet                                         | Krita            |
| Allosaurus                                       | Carnosaurier          | USA, Portugal och Tanzania                        | Jura             |
| Alocodon                                         | Ornithopoder          | Portugal                                          | Jura             |
| Altirhinus                                       |                       |                                                   |                  |
| Altispinax                                       |                       |                                                   |                  |
| Alvarezsaurus                                    |                       |                                                   |                  |
| Alwalkeria                                       |                       |                                                   |                  |
| Alxasaurus                                       |                       |                                                   |                  |
| Amargasaurus                                     |                       |                                                   |                  |
| Amazonasaurus                                    |                       |                                                   |                  |
| Ambiortus                                        |                       |                                                   |                  |
| Amblydactylus                                    | Ornithopoder?         | Kanada                                            | Krita            |
| Ammosaurus                                       |                       |                                                   |                  |
| Amphicoelias                                     | Sauropoder            | USA                                               | Jura             |
| Amtosaurus                                       | Ankylosaurier?        | Mongoliet                                         | Krita            |
| Amurosaurus                                      |                       |                                                   |                  |
| Amygdalodon                                      | Sauropoder            | Argentina                                         | Jura             |
| Anabisetia                                       | Ornithopoder          | Argentina                                         | Krita            |
| Anasazisaurus                                    |                       |                                                   |                  |
| Anatosaurus = Edmontosaurus och Anatotitan       |                       |                                                   |                  |
| Anatotitan                                       |                       |                                                   |                  |
| Anchiceratops                                    | Ceratopsier           | Kanada                                            | Krita            |
| Anchiornis                                       | Fåglar?               | Kina                                              | Jura eller Krita |
| Anchisaurus                                      | Prosauropoder         | USA                                               | Jura             |
| Angaturama                                       | Carnosaurier          | Brasilien                                         | Krita            |
| Angelinornis                                     |                       |                                                   |                  |
| Aniksosaurus                                     |                       |                                                   |                  |
| Animantarx                                       | Ankylosaurier         | USA                                               | Krita            |
| Ankylosaurus                                     | Ankylosaurier         | USA                                               | Krita            |
| Anodontosaurus = Dyoplosaurus och Euoplocephalus |                       |                                                   |                  |
| Anomoepus                                        | Ornithopoder?         | USA                                               | Trias            |
| Anoplosaurus                                     |                       |                                                   |                  |
| Anserimimus                                      |                       |                                                   |                  |
| Antarctopelta                                    | Ankylosaurier         | James Ross Island (Nordöst om Antarktiska halvön) | Krita            |
| Antarctosaurus                                   |                       |                                                   |                  |
| Antetonitrus                                     | Sauropoder            | Sydafrika                                         | Trias            |
| Antrodemus                                       | Carnosaurier          | USA                                               | Jura             |
| Apatodon = Allosaurus                            |                       |                                                   |                  |
| Apatornis                                        |                       |                                                   |                  |
| Apatosaurus                                      | Sauropoder            | USA                                               | Jura             |
| Appalachiosaurus                                 | Coelurosaurier        | USA                                               | Krita            |
| Apsaravis                                        | Fåglar                | Mongoliet                                         | Krita            |
| Aralosaurus                                      |                       |                                                   |                  |
| Araucanoraptor                                   |                       |                                                   |                  |
| Archaeoceratops                                  |                       |                                                   |                  |
| Archaeopteryx                                    |                       |                                                   |                  |
| Archaeornis = Archaeopteryx                      |                       |                                                   |                  |
| Archaeornithoides                                |                       |                                                   |                  |
| Archaeornithomimus                               |                       |                                                   |                  |
| Arctosaurus                                      | Herrerasaurier?       | Kanada                                            | Trias            |
| Argentinosaurus                                  | Sauropoder            | Argentina                                         | Krita            |
| Argyrosaurus                                     |                       |                                                   |                  |
| Aristosaurus                                     |                       |                                                   |                  |
| Aristosuchus                                     |                       |                                                   |                  |
| Arkansaurus = Archaeornithomimus                 |                       |                                                   |                  |
| Arrhinoceratops                                  |                       |                                                   |                  |
| Arstanosaurus                                    |                       |                                                   |                  |
| Asiaceratops                                     |                       |                                                   |                  |
| Asiahesperornis                                  |                       |                                                   |                  |
| Asiamericana                                     |                       |                                                   |                  |
| Asylosaurus                                      |                       |                                                   |                  |
| Atlantosaurus                                    |                       |                                                   |                  |
| Atlasaurus                                       |                       |                                                   |                  |
| Atlascopcosaurus                                 |                       |                                                   |                  |
| Atrociraptor                                     |                       |                                                   |                  |
| Aublysodon                                       |                       |                                                   |                  |
| Aucasaurus                                       |                       |                                                   |                  |
| Auroraceratops                                   |                       |                                                   |                  |
| Austinornis                                      |                       |                                                   |                  |
| Australodocus                                    |                       |                                                   |                  |
| Austroraptor                                     |                       |                                                   |                  |
| Austrosaurus                                     | Sauropoder            | Australien                                        | Krita            |
| Avaceratops                                      |                       |                                                   |                  |
| Aviatyrannis                                     |                       |                                                   |                  |
| Avimimus                                         |                       |                                                   |                  |
| Avipes                                           |                       |                                                   |                  |
| Avisaurus                                        | Fåglar                | USA                                               | Krita            |
| Azendohsaurus                                    |                       |                                                   |                  |

## B
| Släktnamn                   | Systematisk indelning | Fyndorter                         | Geologisk period |
| --------------------------- | --------------------- | --------------------------------- | ---------------- |
| Bactrosaurus                |                       |                                   |                  |
| Bagaceratops                |                       |                                   |                  |
| Bagaraatan                  |                       |                                   |                  |
| Bahariasaurus               |                       |                                   |                  |
| Bainoceratops               |                       |                                   |                  |
| Bambiraptor                 | Dromaeosaurider       | Montana (USA)                     | Krita            |
| Baptornis                   |                       |                                   |                  |
| Barapasaurus                | Sauropoder            | Indien                            | Jura             |
| Barosaurus                  | Diplodocider          | Nordamerika                       | Jura             |
| Barspoldia                  |                       |                                   |                  |
| Baryonyx                    | Spinosaurider         | Storbritannien, Spanien, Portugal | Krita            |
| Bashunosaurus = Bellusaurus |                       |                                   |                  |
| Bayosaurus                  | Abelisaurider         | Argentina                         | Krita            |
| Becklespinax                |                       |                                   |                  |
| Beelemodon                  | Coelurosauria?        | USA                               | Jura             |
| Beipiaosaurus               | Maniraptorer          | Kina                              | Krita            |
| Bellusaurus                 | Sauropoder            | Kina                              | Jura             |
| Berberosaurus               |                       |                                   |                  |
| Betasuchus                  |                       |                                   |                  |
| Bienosaurus                 | Scelidosaurier        | Kina                              | Jura             |
| Bihariosaurus               |                       |                                   |                  |
| Bissektipelta               |                       |                                   |                  |
| Blikanasaurus               |                       |                                   |                  |
| Boluochia                   |                       |                                   |                  |
| Borogovia                   |                       |                                   |                  |
| Bothriospondylus            |                       |                                   |                  |
| Brachiosaurus               | Brachiosaurider       | Nordamerika                       | Jura             |
| Brachyceratops              |                       |                                   |                  |
| Brachylophosaurus           |                       |                                   |                  |
| Brachypodosaurus            |                       |                                   |                  |
| Brachyrophus = Camptosaurus |                       |                                   |                  |
| Brachytrachelopan           |                       |                                   |                  |
| Bradycneme                  |                       |                                   |                  |
| Breviceratops               |                       |                                   |                  |
| Breviparopus                |                       |                                   |                  |
| Brontoraptor                |                       |                                   |                  |
| Brontosaurus                | Diplodocider          | Nordamerika                       | Jura             |
| Brontozoum = Grallator      |                       |                                   |                  |
| Bugenasaura                 |                       |                                   |                  |
| Buitreraptor                |                       |                                   |                  |
| Byronosaurus                |                       |                                   |                  |

## C
| Släktnamn                        | Systematisk indelning | Fyndorter                 | Geologisk period |
| -------------------------------- | --------------------- | ------------------------- | ---------------- |
| Caenagnathasia                   |                       |                           |                  |
| Caenagnathus                     |                       |                           |                  |
| Calamospondylus                  |                       |                           |                  |
| Calamosaurus                     |                       |                           |                  |
| Callovosaurus                    |                       |                           |                  |
| Camarasaurus                     |                       |                           |                  |
| Camelotia                        |                       |                           |                  |
| Camposaurus                      |                       |                           |                  |
| Camptonotus = Camptosaurus       |                       |                           |                  |
| Camptosaurichnus                 |                       |                           |                  |
| Camptosaurus                     |                       |                           |                  |
| Campylodon                       |                       |                           |                  |
| Capitalsaurus                    |                       |                           |                  |
| Carcharodontosaurus              |                       |                           |                  |
| Cardiodon                        | Sauropoder            | England, (Storbritannien) | Jura             |
| Caririchnium                     |                       |                           |                  |
| Carnotaurus                      |                       |                           |                  |
| Caseosaurus                      |                       |                           |                  |
| Catenoleimus                     |                       |                           |                  |
| Cathartesaurus                   |                       |                           |                  |
| Cathayornis                      |                       |                           |                  |
| Caudipteryx                      |                       |                           |                  |
| Cedarosaurus                     |                       |                           |                  |
| Cedarpelta                       |                       |                           |                  |
| Cedrorestes                      |                       |                           |                  |
| Centrosaurus                     |                       |                           |                  |
| Cerasinops                       |                       |                           |                  |
| Ceratops                         |                       |                           |                  |
| Ceratosaurus                     |                       |                           |                  |
| Cetiosauriscus                   |                       |                           |                  |
| Cetiosaurus                      |                       |                           |                  |
| Changchunsaurus                  |                       |                           |                  |
| Changdusaurus                    |                       |                           |                  |
| Changhengornis                   |                       |                           |                  |
| Changtusaurus = Changdusaurus    |                       |                           |                  |
| Changyuraptor                    | Mikroraptorer         | Kina                      | Krita            |
| Chaoyangia                       |                       |                           |                  |
| Chaoyangosaurus                  |                       |                           |                  |
| Chaoyangsaurus = Chaoyangosaurus |                       |                           |                  |
| Charonosaurus                    |                       |                           |                  |
| Chasmosaurus                     |                       |                           |                  |
| Chassternbergia = Edmontonia     |                       |                           |                  |
| Chebsaurus                       | Sauropoder            | Algeriet                  | Jura             |
| Cheneosaurus = Hypacrosaurus     |                       |                           |                  |
| Chialingosaurus                  |                       |                           |                  |
| Chienkosaurus                    |                       |                           |                  |
| Chilantiasaurus                  |                       |                           |                  |
| Chindesaurus                     |                       |                           |                  |
| Chingkankousaurus                |                       |                           |                  |
| Chinshakiasaurus                 |                       |                           |                  |
| Chirostenotes                    |                       |                           |                  |
| Chuandongocoelurus               |                       |                           |                  |
| Chubutisaurus                    |                       |                           |                  |
| Chungkingosaurus                 |                       |                           |                  |
| Cinizasairis                     |                       |                           |                  |
| Cionodon                         |                       |                           |                  |
| Citipati                         |                       |                           |                  |
| Claorynchus                      |                       |                           |                  |
| Claosaurus                       |                       |                           |                  |
| Clevelanotyrannus = Nanotyrannus |                       |                           |                  |
| Coelophysis                      |                       |                           |                  |
| Coelosaurus = Ornithomimus       |                       |                           |                  |
| Coeluroides                      |                       |                           |                  |
| Coelurosaurichnus                |                       |                           |                  |
| Coelurus                         |                       |                           |                  |
| Colepiocephale                   |                       |                           |                  |
| Colonosaurus                     |                       |                           |                  |
| Coloradisaurus                   |                       |                           |                  |
| Columbosauripus                  |                       |                           |                  |
| Comanchesaurus                   |                       |                           |                  |
| Compsognathus                    |                       |                           |                  |
| Compsosuchus                     |                       |                           |                  |
| Conchoraptor                     |                       |                           |                  |
| Concornis                        |                       |                           |                  |
| Condorraptor                     |                       |                           |                  |
| Confuciusornis                   |                       |                           |                  |
| Coniornis                        |                       |                           |                  |
| Corythosaurus                    |                       |                           |                  |
| Craspedodon                      |                       |                           |                  |
| Crateomus = Struthiosaurus       |                       |                           |                  |
| Creosaurus = Allosaurus          |                       |                           |                  |
| Crichtonsaurus                   |                       |                           |                  |
| Cristatusaurus                   |                       |                           |                  |
| Cryolophosaurus                  |                       |                           |                  |
| Cryptodraco = Cryptosaurus       |                       |                           |                  |
| Cryptodracosaurus = Cryptosaurus |                       |                           |                  |
| Cryptosaurus                     |                       |                           |                  |
| Cryptovolans                     |                       |                           |                  |
| Cumnoria = Camptosaurus          |                       |                           |                  |
| Cuspirostriornis                 |                       |                           |                  |

## D
| Dacentrurus                    |
| Dachongosaurus                 |
| Dakotadon                      |
| Dalianraptor                   |
| Dandakosaurus                  |
| Danubiosaurus                  |
| Daptosaurus = Deinonychus      |
| Daspletosaurus                 |
| Datousaurus                    |
| Deinocheirus                   |
| Deinodon                       |
| Deinonychus                    |
| Deltadromeus                   |
| Denversaurus = Edmontonia      |
| Dianchungosaurus               |
| Diabloceratops                 |
| Diceratops = Diceratus         |
| Diceratus                      |
| Diclonius                      |
| Dicraeosaurus                  |
| Didanodon = Lambeosaurus       |
| Dilong                         |
| Dilophosaurus                  |
| Dimodosaurus = Plateosaurus    |
| Dinheirosaurus                 |
| Dinosauropodes                 |
| Dinosaurus = Plateosaurus      |
| Dinotyrannis = Tyrannosaurus   |
| Diplodocus                     |
| Diplotomodon                   |
| Diracodon = Stegosaurus        |
| Dolichosuchus                  |
| Dollodon                       |
| Doryphosaurus = Kentrosaurus   |
| Draconyx                       |
| Dracopelta                     |
| Dracorex                       |
| Dracovenator                   |
| Drinker                        |
| Dromaeosauroides               |
| Dromaeosaurus                  |
| Dromiceiomimus                 |
| Dromicosaurus = Massospondylus |
| Dryosaurus                     |
| Dryptosauroides                |
| Dryoptosaurus                  |
| Dubreuillosaurus               |
| Duriavenator                   |
| Dynamosaurus = Tyrannosaurus   |
| Dysalotosaurus = Dryosaurus    |
| Dysganus                       |
| Dystrophaeus                   |

## E
| Echinodon                     |
| Edmarka                       |
| Edmontonia                    |
| Edmontosaurus                 |
| Efraasia                      |
| Einiosaurus                   |
| Ekrixinatosaurus              |
| Elaphrosaurus                 |
| Elmisaurus                    |
| Elopteryx                     |
| Elosaurus = Apatosaurus       |
| Elvisaurus = Cryolophosaurus  |
| Emausaurus                    |
| Embasaurus                    |
| Enaliornis                    |
| Enantiornis                   |
| Enigmosaurus                  |
| Eobronosaurus                 |
| Eocathayornis                 |
| Eoceratops                    |
| Eohadrosaurus = Eolambia      |
| Eohelopus                     |
| Eocarcharia                   |
| Eocursor                      |
| Eolambia                      |
| Eolulavis                     |
| Eoraptor                      |
| Eotriceratops                 |
| Eotyrannus                    |
| Epanterias                    |
| Epidentrosaurus               |
| Epidexipteryx                 |
| Equijubus                     |
| Erectopus                     |
| Erliansaurus                  |
| Erlikosaurus                  |
| Eshanosaurus                  |
| Eubrontes                     |
| Eucanthus = Polacanthus       |
| Eucentrosaurus = Centrosaurus |
| Eucercosaurus                 |
| Eucnemesaurus                 |
| Eugongbusaurus                |
| Euoplocephalus                |
| Eureodon = Tenontosaurus      |
| Eurolimnornis                 |
| Euronychodon                  |
| Europasaurus                  |
| Euskelosaurus                 |
| Eustreptospondylus            |
| Explornis                     |

## F
| Fabrosaurus                      |
| Falcarius                        |
| Fenestrosaurus = Oviraptor       |
| Ferganocephale                   |
| Ferganosaurus                    |
| Fergansaurus = Ferganosaurus     |
| Frenguellisaurus = Herrerasaurus |
| Fukuiraptor                      |
| Fukuisaurus                      |
| Fulengia                         |
| Fuluiraptor                      |
| Fulgurotherium                   |
| Fusinasus = Eotyrannus           |
| Futabasaurus                     |

## G
| Gadolosaurus                  |
| Gallimimus                    |
| Gansus                        |
| Gargantuavis                  |
| Gargoyleosaurus               |
| Garudimimus                   |
| Gasosaurus                    |
| Gasparinisaura                |
| Gastonia                      |
| Genusaurus                    |
| Genyodectes                   |
| Geranosaurus                  |
| Giganotosaurus                |
| Gigantoraptor                 |
| Gigantosauropus               |
| Gigantoscelus = Euskelosaurus |
| Gigantspinosaurus             |
| Gilmoreosaurus                |
| Ginnareemimus                 |
| Glacialisaurus                |
| Glyptodontopelta              |
| Gobiceratops                  |
| Gobipteryx                    |
| Gobisaurus                    |
| Godzillasaurus = Gojirasaurus |
| Gojirasaurus                  |
| Gongbusaurus                  |
| Gongxianosaurus               |
| Gorgosaurus                   |
| Goyocephale                   |
| Graciliceratops               |
| Graciliraptor                 |
| Graculavus                    |
| Grallator                     |
| Gravisaurus = Lurdusaurus     |
| Gravitholus                   |
| Gresslyosaurus = Plateosaurus |
| Gryponyx = Massospondylus     |
| Guaibasaurus                  |
| Guanlong                      |
| Guildavis                     |
| Gurilynia                     |
| Gyposaurus                    |

## H
| Hadrosauravus = Gryposaurus      |
| Hadrosaurus                      |
| Hagryphus                        |
| Halimornis                       |
| Halticosaurus                    |
| Hanssuesia                       |
| Hanwulosaurus                    |
| Haplocanthosaurus                |
| Haplocanthus = Haplocanthosaurus |
| Hargeria                         |
| Harpymimus                       |
| Hectasaurus = Telmatosaurus      |
| Heilongjiangosaurus              |
| Heishansaurus                    |
| Heptasteornis                    |
| Herrerasaurus                    |
| Hesperonychus                    |
| Hesperornis                      |
| Hesperosaurus                    |
| Heterodontosaurus                |
| Heterosaurus = Iguanodon         |
| Hexinlusaurus                    |
| Heyuannia                        |
| Hierosaurus = Nodosaurus         |
| Hikanodon = Iguanodon            |
| Hironosaurus                     |
| Hisanosaurus                     |
| Hispanosauropus                  |
| Histriasaurus                    |
| Homalocephale                    |
| Honghesaurus                     |
| Hongshanornis                    |
| Hongshanosaurus                  |
| Hoplitosaurus                    |
| Hoplosaurus = Nodosaurus         |
| Horezmavis                       |
| Hortalotarsus = Massospondylus   |
| Huaxiagnathus                    |
| Huaxiasaurus = Huaxiagnathus     |
| Huayangosaurus                   |
| Hudiesaurus                      |
| Hulsanpes                        |
| Hungarosaurus                    |
| Hunhosaurus = Honghesaurus       |
| Hylaeosaurus                     |
| Hypacrosaurus                    |
| Hypselosaurus                    |
| Hypsibema                        |
| Hypsilophodon                    |
| Hypsirophus = Stegosaurus        |

## I
| Iaceornis                   |
| Iberomesornis               |
| Ichabodcraniosaurus         |
| Ichthyornis                 |
| Iguanodon                   |
| Iguanoides = Iguanodon      |
| Iguanosaurus = Iguanodon    |
| Ilokelesia                  |
| Ilosuchus                   |
| Incisivosaurus              |
| Incolornis                  |
| Indosaurus                  |
| Indosuchus                  |
| Ingenia                     |
| Inosaurus                   |
| Irritator                   |
| Isanosaurus                 |
| Ischisaurus = Herrerasaurus |
| Issasaurus = Diplodocus     |
| Itemirus                    |

## J
| Släktnamn                            | Systematisk indelning | Fyndorter | Geologisk period |
| ------------------------------------ | --------------------- | --------- | ---------------- |
| Jaxartosaurus                        |                       |           |                  |
| Janenschia                           |                       |           |                  |
| Jeholornis                           |                       |           |                  |
| Jeholosaurus                         |                       |           |                  |
| Jenghizkhan = Tarbosaurus            |                       |           |                  |
| Jensanosaurus = Supersaurus          |                       |           |                  |
| Jiangjunmiaosaurus = Monolophosaurus |                       |           |                  |
| Jiangjunosaurus                      | Stegosaurier          | Kina      | Jura             |
| Jiayinosauropus                      |                       |           |                  |
| Jingshanosaurus                      |                       |           |                  |
| Jinfengopteryx                       |                       |           |                  |
| Jinzhousaurus                        |                       |           |                  |
| Jixiangornis                         | Fåglar                | Kina      | Krita            |
| Jobaria                              | Sauropoder            | Niger     | Krita            |
| Jubbulpuria                          | Ceratosaurier?        | Indien    | Krita            |
| Judinornis                           | Fåglar                | Mongoliet | Krita            |
| Jurapteryx                           |                       |           |                  |
| Jurassosaurus = Tianchisaurus        |                       |           |                  |
| Juravenator                          | Coelurosaurier        | Tyskland  | Jura             |

## K
| Släktnamn                   | Systematisk indelning | Fyndorter         | Geologisk period |
| --------------------------- | --------------------- | ----------------- | ---------------- |
| Kagasaurus                  |                       |                   |                  |
| Kaijiangosaurus             |                       |                   |                  |
| Kakuru kujani               |                       |                   |                  |
| Katsyamosaurus              |                       |                   |                  |
| Kelmayisaurus               |                       |                   |                  |
| Kangnasaurus                |                       |                   |                  |
| Kentrosaurus                |                       |                   |                  |
| Kentrusaurus = Kentrosaurus |                       |                   |                  |
| Kerberosaurus               |                       |                   |                  |
| Khaan                       |                       |                   |                  |
| Kitadanisaurus              |                       |                   |                  |
| Kizylkumavis                | Fåglar                | Uzbekistan        | Krita            |
| Klamelisaurus               |                       |                   |                  |
| Koparion                    | Maniraptorer          | USA               | Jura             |
| Koreanosaurus = Koreasaurus |                       |                   |                  |
| Koreasaurus                 |                       |                   |                  |
| Kosmoceratops               |                       |                   |                  |
| Kotasaurus                  |                       |                   |                  |
| Koutalisaurus               | Ornithopoder          | Spanien           | Krita            |
| Kristianasaura              | Ornithopoder          | Sverige           | Krita            |
| Kritosaurus                 | Ornithopoder          | USA och Argentina | Krita            |
| Kryptops                    | Ceratosaurier         | Niger             | Krita            |
| Kryzanowskisaurus           | Ornithopoder?         | USA               | Trias            |
| Kulceratops                 | Ceratopsier           | Uzbekistan        | Krita            |
| Kunmingosaurus              | Sauropoder            | Kina              | Jura             |
| Kuszholia                   | Fåglar                | Uzbekistan        | Krita            |

## L
| Labocania                        |
| Labrosaurus                      |
| Laelaps = Dryptosaurus           |
| Laevisuchus                      |
| Lamaceratops                     |
| Lambeosaurus                     |
| Lametasaurus                     |
| Lamplughsaura                    |
| Lanasaurus                       |
| Lancangjiangosaurus              |
| Lanzhousaurus                    |
| Laopteryx                        |
| Laornis                          |
| Laosaurus                        |
| Largiotriornis                   |
| Leaellynasaurua                  |
| Lectavis                         |
| Lenesornis                       |
| Lengosaurus = Eotyrannus         |
| Lepisanosaurus = Struthiosaurus  |
| Leptoceratops                    |
| Leptospondylus = Massospondylus  |
| Lesothosaurus                    |
| Lessemasaurus                    |
| Lestornis                        |
| Lexovisaurus                     |
| Liaoceratops                     |
| Liaoningornis                    |
| Liaoningosaurus                  |
| Liaoxiornis = Lingyuanornis      |
| Liassaurus                       |
| Ligabueino                       |
| Likhoelesaurus                   |
| Liliensternus                    |
| Limaysaurus                      |
| Limenavis                        |
| Limnosaurus = Telmatosaurus      |
| Lingyuanornis                    |
| Loncosaurus                      |
| Longchengornis                   |
| Longipteryx                      |
| Longirostravis                   |
| Longosaurus                      |
| Lophorthothon                    |
| Lophostropheus                   |
| Loricatosaurus                   |
| Lourinhanosaurus                 |
| Luanchuanoraptor                 |
| Luanpingosaurus = Psittacosaurus |
| Lufengosaurus                    |
| Lukousaurus                      |
| Lurdusaurus                      |
| Lusitanosaurus                   |
| Lycorhinus                       |

## M
| Macrodontophion                  |
| Macrogryphosaurus                |
| Macrophalangia                   |
| Madsenius                        |
| Magnirostris                     |
| Magnosaurus                      |
| Magulodon                        |
| Mahakala                         |
| Maiasaurua                       |
| Majungasaurus                    |
| Majungatholus = Majungasaurus    |
| Maleevosaurus                    |
| Maleevus                         |
| Mamenchisaurus                   |
| Mandschurosaurus                 |
| Manospondylus = Tyrannosaurus    |
| Mantellisaurus                   |
| Mapusaurus                       |
| Marshosaurus                     |
| Masiakasaurus                    |
| Massospondylus                   |
| Medusaceratops = Albertaceratops |
| Megacervixosaurus                |
| Megadactylus = Anchisaurus       |
| Megadontosaurus = Microvenator   |
| Megalosaurus                     |
| Megapnosaurus                    |
| Megaraptor                       |
| Mei                              |
| Melanorosaurus                   |
| Merosaurus                       |
| Metriacanthosaurus               |
| Microcephale                     |
| Microceratops = Microceratus     |
| Microceratus                     |
| Microhadrosaurus                 |
| Micropachycephalosaurus          |
| Microraptor                      |
| Microvenator                     |
| Mifunesaurus                     |
| Minmi                            |
| Minotaurasaurus                  |
| Miragaia                         |
| Mirschia                         |
| Mochlodon                        |
| Monkonosaurus                    |
| Monoclonius                      |
| Monolophosaurus                  |
| Mononykus                        |
| Montanoceratops                  |
| Moshiosaurus = Mamenchisaurus    |
| Mtotosaurus = Dicraeosaurus      |
| Mussaurus                        |
| Muttaburrasaurus                 |
| Mymoorapelta                     |

## N
| Naashoibitosaurus             |
| Nanantius                     |
| Nanningosaurus                |
| Nanosaurus                    |
| Nanotyrannus                  |
| Nanshiungosaurus              |
| Navahopus                     |
| Nanyangosaurus                |
| Nectosaurus = Kritosaurus     |
| Nedcolbertia                  |
| Nedoceratops = Diceratus      |
| Neimongosaurus                |
| Nemegtomaia                   |
| Nemegtosaurus                 |
| Neosaurus = Parrosaurus       |
| Neovenator                    |
| Neuquenornis                  |
| Neuquenraptor                 |
| Neuquensaurus                 |
| Newtonsaurus                  |
| Ngexisaurus                   |
| Nigersaurus                   |
| Ninghsiasaurus = Pinacosaurus |
| Niobrarasaurus                |
| Nipponosaurus                 |
| Noasaurus                     |
| Nodocephalosaurus             |
| Nodosaurus                    |
| Noguerornis                   |
| Nomingia                      |
| Nopcaspondylus                |
| Nothronychus                  |
| Notoceratops                  |
| Notohypsilophodon             |
| Nqwebasaurus                  |
| Nurosaurus                    |
| Nuthetes                      |
| Nyasaurus                     |
| Nyorosaurus = Dicraeosaurus   |

## O
| Ohmdenosaurus             |
| Oligosaurus = Rhabdodon   |
| Olorotitan                |
| Omeisaurus                |
| Omnivoropteryx            |
| Omosaurus = Dacentrurus   |
| Onychosaurus = Rhabdodon  |
| Opisthocoelicaudia        |
| Orcomimus                 |
| Orkoraptor                |
| Ornatotholus              |
| Ornithodesmus             |
| Ornitholestes             |
| Ornithomimoides           |
| Ornithomimus              |
| Ornithotarsus             |
| Orodromeus                |
| Orosaurus = Euskelosaurus |
| Orthogonisaurus           |
| Orthomerus                |
| Oryctodromeus             |
| Oshanosaurus              |
| Othnielia                 |
| Othnielosaurus            |
| Otogornis                 |
| Otouphebus = Grallator    |
| Ouranosaurus              |
| Oviraptor                 |
| Ovoraptor = Velociraptor  |
| Ozraptor                  |

## P
| Pachycephalosaurus              |
| Pachyrhinosaurus                |
| Pachysauriscus = Plateosaurus   |
| Pachysauropus = Plateosaurus    |
| Pachysaurus = Plateosaurus      |
| Pachyspondylus = Massospondylus |
| Palaeocolymbus                  |
| Palaeopteryx                    |
| Palaeosauriscus                 |
| Palaeosaurus = Efraasia         |
| Palaeoscincus                   |
| Panoplosaurus                   |
| Panphagia                       |
| Pantydraco                      |
| Parahesperornis                 |
| Paraiguanodon = Bactrosaurus    |
| Paralititan                     |
| Paranthodon                     |
| Pararhabdodon                   |
| Parasaurolophus                 |
| Parascaniornis                  |
| Parhabdodon = Pararhabdodon     |
| Parksosaurus                    |
| Paronychodon                    |
| Parrosaurus                     |
| Parvicursor                     |
| Pasquiaornis                    |
| Patagonykus                     |
| Patagosaurus                    |
| Pawpawsaurus                    |
| Pectinodon                      |
| Pedopenna                       |
| Peishansaurus                   |
| Pelagornis                      |
| Pelecanimimus                   |
| Peloroplites                    |
| Pelorosaurus                    |
| Peltosaurus = Sauropelta        |
| Peluropeltis = Struthiosaurus   |
| Penelopognathus                 |
| Pentaceratops                   |
| Phaedrolosaurus                 |
| Phyllodon                       |
| Piatnitzkysaurus                |
| Picrodon                        |
| Pinacosaurus                    |
| Pisanosaurus                    |
| Piveteausaurus                  |
| Planicoxa                       |
| Platanavis                      |
| Plateosauravus                  |
| Plateosaurus                    |
| Platyceratops                   |
| Plegadornis                     |
| Podokesaurus                    |
| Poekilopleuron                  |
| Polacanthoides = Hylaeosaurus   |
| Polacanthus                     |
| Polyodontosaurus = Troodon      |
| Polyonax                        |
| Potamornis                      |
| Prenocephale                    |
| Prenoceratops                   |
| Priconodon                      |
| Priodontognathus                |
| Probactrosaurus                 |
| Proceratosaurus                 |
| Procerosaurus                   |
| Procheneosaurus                 |
| Procompsognathus                |
| Prodeinodon                     |
| Proomis                         |
| Prosaurolophus                  |
| Protarchaeopteryx               |
| Protiguanodon = Psittacosaurus  |
| Protoavis                       |
| Protoceratops                   |
| Protohadros                     |
| Protopteryx                     |
| Protrachodon = Orodromeus       |
| Proyandusaurus = Hexinlusaurus  |
| Psittacosaurus                  |
| Pteropelyx                      |
| Pterospondylus                  |
| Pycnonemosaurus                 |
| Pyroraptor                      |

## Q
| Qantassaurus   |
| Qinlingosaurus |
| Quaesitosaurus |
| Quilmesaurus   |

## R
| Rahonavis                     |
| Rajasaurus                    |
| Rapator                       |
| Rapetosaurus                  |
| Rayosaurus                    |
| Rebbachisaurus                |
| Regnosaurus                   |
| Revueltoraptor = Gojirasaurus |
| Rhabdodon                     |
| Rhadinosaurus                 |
| Rhoetosaurus                  |
| Ricardoestesia                |
| Rinchenia                     |
| Rioaribbasaurus = Coelophysis |
| Riojasaurus                   |
| Roccosaurus = Melanorosaurus  |
| Ruehleia                      |
| Rugops                        |
| Rutellum                      |

## S
| Sahaliyania                    |
| Saichania                      |
| Saltasaurus                    |
| Saltopus                       |
| Saltriosaurus                  |
| Sanchusaurus                   |
| Sangonghesaurus                |
| Sanpasaurus                    |
| Sapeornis                      |
| Sarcolestes                    |
| Sarcosaurus                    |
| Saturnalia                     |
| Sauraechinodon = Echinodon     |
| Sauraechmodon = Echinodon      |
| Saurolophus                    |
| Sauropelta                     |
| Saurophaganax                  |
| Sauroplites                    |
| Sauropseidon                   |
| Saurornithoides                |
| Saurornitholestes              |
| Sazavis                        |
| Scansoriopteryx                |
| Scelidosaurus                  |
| Scipionyx                      |
| Scolosaurus = Euoplocephalus   |
| Scutellosaurus                 |
| Secernosaurus                  |
| Segisaurus                     |
| Segnosaurus                    |
| Seismosaurus                   |
| Sellosaurus                    |
| Serendipaceratops              |
| Shamosaurus                    |
| Shanag                         |
| Shanshanosaurus = Tarbosaurus  |
| Shantungosaurus                |
| Shanxia                        |
| Shanyangosaurus                |
| Shenzhouraptor                 |
| Shenzhousaurus                 |
| Shixinggia                     |
| Shuangmiaosaurus               |
| Shunosaurus                    |
| Shuvuuia                       |
| Siamosaurus                    |
| Siamotyrannus                  |
| Sigilmassasaurus               |
| Siluosaurus                    |
| Silvisaurus                    |
| Similicaudipteryx              |
| Sinocalliopteryx               |
| Sinocoelurus                   |
| Sinornis                       |
| Sinornithoides                 |
| Sinornithomimus                |
| Sinornithosaurus               |
| Sinosauropteryx                |
| Sinosaurus                     |
| Sinovenator                    |
| Sinraptor                      |
| Sinusonasus                    |
| Skartopus                      |
| Skorpiovenator                 |
| Songlingornis                  |
| Soroavisaurus                  |
| Sphaerotholus                  |
| Spinosaurus                    |
| Spinostropheus                 |
| Spondylosoma                   |
| Staurikosaurus                 |
| Stegoceras                     |
| Stegopelta                     |
| Stegosaurides                  |
| Stegosauroides = Stegosaurides |
| Stegosaurus                    |
| Stenonychosaurus = Troodon     |
| Stenopelix                     |
| Stenotholus = Stygimoloch      |
| Stephenosaurus = Lambeosaurus  |
| Stephenospondylus = Iguanodon  |
| Stereocephalus = Euoplocephale |
| Sterrholophus = Triceratops    |
| Strenusaurus = Riojasaurus     |
| Streptospondylus               |
| Stokesosaurus                  |
| Stormbergia                    |
| Struthiomimus                  |
| Struthiosaurus                 |
| Stygimoloch                    |
| Stygivenator                   |
| Styracosaurus                  |
| Suchomimus                     |
| Suchosaurus                    |
| Supersaurus                    |
| Suuwassea                      |
| Suzhousaurus                   |
| Syngonosaurus = Acanthopholis  |
| Syntarsus = Megapnosaurus      |
| Syrmosaurus = Pinacosaurus     |
| Syumphyrophus = Camptosaurus   |
| Szechuanoraptor                |
| Szechuanosaurus                |

## T
| Släktnamn                           | Systematisk indelning | Fyndorter                                                | Geologisk period |
| ----------------------------------- | --------------------- | -------------------------------------------------------- | ---------------- |
| Talarurus                           | Ankylosaurider        | Gobiöknen (Mongoliet)                                    | Krita            |
| Talenkauen                          | Iguanodonter          | Argentina                                                | Krita            |
| Tanius                              | Hadrosaurider         | Kina                                                     | Krita            |
| Tanycolagreus                       | Coelurosaurier        | USA                                                      | Jura             |
| Tanystrosuchus = Halticosaurus      |                       |                                                          |                  |
| Taponichnus                         |                       |                                                          |                  |
| Tarascosaurus                       | Abelisaurider         | Frankrike                                                | Krita            |
| Tarbosaurus                         | Tyrannosaurider       | Mongoliet; Kina                                          | Krita            |
| Tarchia                             | Ankylosaurider        | Mongoliet                                                | Krita            |
| Tatisaurus                          |                       | Kina                                                     | Jura             |
| Taveirosaurus                       |                       | Portugal; Spanien                                        | Krita            |
| Tazoudasaurus                       | Sauropoder            | Marocko                                                  | Jura             |
| Technosaurus                        |                       | Texas (USA)                                              | Trias            |
| Techuelchesaurus                    |                       |                                                          |                  |
| Teinurosaurus                       |                       | Portugal                                                 | Jura             |
| Telmatosaurus                       |                       | Rumänien                                                 | Krita            |
| Telosichnus                         |                       | Argentina                                                | Krita            |
| Tenchisaurus = Tianchisaurus        | Ankylosaurier         | Kina                                                     | Jura             |
| Tenontosaurus                       | Ornithopoder          | USA                                                      | Krita            |
| Tetragonosaurus = Lambeosaurus      | Hadrosaurider         | Nordamerika                                              | Krita            |
| Texasetes                           | Ankylosaurier         | Texas (USA)                                              | Krita            |
| Teyuwasu                            |                       |                                                          |                  |
| Thecocoelurus                       | Okänt                 | England                                                  | Krita            |
| Thecodontosaurus                    |                       | England                                                  | Trias            |
| Thecosaurus = Thecocoelurus         |                       | England                                                  | Krita            |
| Theiophytalia                       | Iguanodonter          | Colorado (USA)                                           | Krita            |
| Therizinosaurus                     | Therizinosaurider     | Gobiöknen (Mongoliet)                                    | Krita            |
| Therosaurus = Iguanodon             | Iguanodonter          | Belgien; Tyskland; England; Spanien                      | Krita            |
| Thescelosaurus                      |                       | Alberta (Kanada); Montana (USA)                          | Krita            |
| Thespesius                          | Hadrosaurider?        | South Dakota (USA)                                       | Krita            |
| Thotobolosaurus = Kholumolumo       |                       | Lesotho                                                  | Trias            |
| Tianchisaurus                       | Ankylosaurier         | Kina                                                     | Jura             |
| Tianchungosaurus = Dianchungosaurus |                       | Kina                                                     | Jura             |
| Tianzhenosaurus                     | Ankylosaurider        | Kina                                                     | Krita            |
| Tichosteus                          |                       | Colorado (USA)                                           | Jura             |
| Timimus                             | Coelurosaurier        | Victoria (Australien)                                    | Krita            |
| Titanosaurus                        | Sauropoder            | Indien                                                   | Krita            |
| Tochisaurus                         | Troodontider          | Mongoliet                                                | Krita            |
| Tonouchisaurus                      |                       | Mongoliet                                                | Krita            |
| Torneria                            | Diplodocider          | Tanzania                                                 | Jura             |
| Torosaurus                          | Ceratopsider          | Nordamerika                                              | Krita            |
| Torvosaurus                         | Megalosaurider        | Colorado (USA); Portugal, Tyskland                       | Jura             |
| Trachodon                           | Hadrosaurider?        | Montana (USA)                                            | Krita            |
| Triceratops                         | Ceratopsider          | Nordamerika                                              | Krita            |
| Trimucrodon                         | Okänt                 | Portugal                                                 | Jura             |
| Troodon                             |                       | Montana (USA)                                            | Krita            |
| Tsaagan                             | Dromaeosaurider       | Mongoliet                                                | Krita            |
| Tsagantegia                         | Ankylosaurider        | Gobiöknen (Mongoliet)                                    | Krita            |
| Tsintaosaurus                       | Hadrosaurider         | Kina                                                     | Krita            |
| Tsuchikurasaurus                    |                       |                                                          |                  |
| Tugulusaurus                        | Coelurosaurier        | Kina                                                     | Krita            |
| Tuojiangosaurus                     | Stegosaurier          | Kina                                                     | Jura             |
| Turanoceratops                      | Ceratopsier           | Uzbekistan                                               | Krita            |
| Turiasaurus                         | Sauropoder            | Spanien                                                  | Jura             |
| Tylocephale                         | Pachycephalosaurider  | Mongoliet                                                | Krita            |
| Tylosteus = Pachycephalosaurus      | Pachycephalosaurider  | Nordamerika (Montana, South Dakota, Wyoming och Alberta) | Krita            |
| Tyrannosauropus                     |                       |                                                          |                  |
| Tyrannosaurus                       | Tyrannosaurider       | Nordamerika                                              | Krita            |
| Tyrannotitan                        | Carcharodontosaurider | Argentina                                                | Krita            |

## U
| Släktnamn                 | Systematisk indelning | Fyndorter   | Geologisk period |
| ------------------------- | --------------------- | ----------- | ---------------- |
| Udanoceratops             |                       |             |                  |
| Ugrosaurus = Triceratops  | Ceratopsier           | Nordamerika | Krita            |
| Ultrasauros = Supersaurus |                       |             |                  |
| Ultrasaurus               |                       |             |                  |
| Umasaurus = Barsboldia    | Hadrosaurider         | Mongoliet   | Krita            |
| Unaysaurus                | Sauropodomorpher      | Brasilien   | Trias            |
| Unenlagia                 | Dromaeosaurider       | Argentina   | Krita            |
| Unquillosaurus            | Maniraptorer          | Argentina   | Krita            |
| Urbacodon                 | Troodontider          | Uzbekistan  | Krita            |
| Utahraptor                | Dromaeosaurider       | Nordamerika | Krita            |

## V
| Släktnamn                | Systematisk indelning | Fyndorter                  | Geologisk period |
| ------------------------ | --------------------- | -------------------------- | ---------------- |
| Valdoraptor              |                       | England                    | Krita            |
| Valdosaurus              | Iguanodonter          | England, Spanien, Rumänien | Krita            |
| Variraptor               | Coelurosaurier        | Frankrike                  | Krita            |
| Vectensia = Hylaeosaurus | Ankylosaurier         | England                    | Krita            |
| Vectisaurus              |                       |                            |                  |
| Velafrons                | Hadrosaurier          | Mexiko                     | Krita            |
| Velocipes                | Okänt                 | Polen                      | Trias            |
| Velociraptor             | Dromaeosaurider       | Mongoliet                  | Krita            |
| Velocisaurus             | Ceratosaurier         | Argentina                  | Krita            |
| Vescornis                | Fåglar                | Kina                       | Krita            |
| Volkheimeria             | Eusauropoder          | Argentina                  | Jura             |
| Vorona                   |                       |                            |                  |
| Vulcanodon               | Sauropoder            | Zimbabwe                   | Jura             |

## W
| Släktnamn                   | Systematisk indelning | Fyndorter                    | Geologisk period |
| --------------------------- | --------------------- | ---------------------------- | ---------------- |
| Wakinosaurus                | Theropoder            | Japan                        | Krita            |
| Walgettosuchus = Rapator    | Megaraptorer          | New South Wales (Australien) | Krita            |
| Walkeria = Alwalkeria       |                       | Indien                       | Trias            |
| Walkersaurus = Duriavenator |                       |                              |                  |
| Wannanosaurus               | Pachycephalosaurier   | Kina                         | Krita            |
| Wuerhosaurus                | Stegosaurier          | Kina; Mongoliet              | Krita            |
| Wulagasaurus                | Hadrosaurider         | Kina                         | Krita            |
| Wyleyia                     | Fåglar                | England                      | Krita            |
| Wyomingraptor               |                       |                              |                  |

## X
| Släktnamn                       | Systematisk indelning | Fyndorter | Geologisk period |
| ------------------------------- | --------------------- | --------- | ---------------- |
| Xenoposeidon                    |                       | England   | Krita            |
| Xenotarsosaurus                 | Abelisaurider         | Argentina | Krita            |
| Xiaosaurus                      |                       | Kina      | Jura             |
| Xinjiangovenator                | Caelurosaurier        | Kina      | Krita            |
| Xuanhanosaurus                  |                       | Kina      | Jura             |
| Xuanhuaceratops                 | Ceratopsier           | Kina      | Jura             |
| Xuanhuasaurus = Xuanhuaceratops |                       |           |                  |

## Y
| Släktnamn                     | Systematisk indelning | Fyndorter               | Geologisk period |
| ----------------------------- | --------------------- | ----------------------- | ---------------- |
| Yaelosaurus = Anchisaurus     | Anchisaurider         | Nordamerika             | Jura             |
| Yamaceratops                  | Ceratopsier           | Mongoliet               | Krita            |
| Yandangornis                  |                       | Kina                    | Krita            |
| Yandusaurus                   |                       | Kina                    | Jura             |
| Yangchuanosaurus              | Carnosaurier          | Kina                    | Jura             |
| Yangtzepus                    | Ornithopoder?         | Kina?                   | ?                |
| Yanornis                      | Fåglar                | Kina                    | Krita            |
| Yaverlandia                   | Maniraptorer          | Isle of Wight (England) | Krita            |
| Yaxartosaurus = Jaxartosaurus | Hadrosaurider         | Kazakstan               | Krita            |
| Yimenosaurus                  |                       | Kina                    | Jura             |
| Yingshanosaurus               | Stegosaurider         | Kina                    | Jura             |
| Yinlong                       | Ceratopsier           | Kina                    | Krita            |
| Yixianornis                   | Fåglar                | Kina                    | Krita            |
| Yubasaurus = Yandusaurus      |                       | Kina                    | Jura             |
| Yungavolucris                 | Fåglar                | Spanien, Kina           | Krita            |
| Yunnanosaurus                 |                       | Kina                    | Jura             |
| Yutyrannus                    | Tyrannosaurider       | Kina                    | Krita            |

## Z
| Släktnamn               | Systematisk indelning | Fyndorter           | Geologisk period |
| ----------------------- | --------------------- | ------------------- | ---------------- |
| Zalmoxes                | Ornithopoder          | Rumänien, Österrike | Krita            |
| Zanclodon               |                       | Tyskland            | Trias            |
| Zapalasaurus            | Diplodocoider         | Argentina           | Krita            |
| Zapsalis = Paronychodon |                       |                     |                  |
| Zephyrosaurus           | Ornithopoder          | USA                 | Krita            |
| Zhejiangosaurus         | Ankylosaurier         | Kina                | Krita            |
| Zhongornis              | Fåglar                | Kina                | Krita            |
| Zhongyuansaurus         | Ankylosaurier         | Kina                | Krita            |
| Zhuchengosaurus         | Ornithopoder          | Kina                | Krita            |
| Zhyraornis              | Fåglar                | Uzbekistan          | Krita            |
| Zizhongosaurus          | Sauropoder            | Kina                | Jura             |
| Zuniceratops            | Ceratopsier           | USA                 | Krita            |
| Zupaysaurus             | Ceratosaurier         | Argentina           | Trias            |